# Half The World Away
"Half the World Away" es una canción de la banda de rock británica Oasis. Muy famosa también por ser el tema principal de la popular comedia de la BBC "The Royle Family".
Fue compuesta por el guitarrista y principal compositor de la banda Noel Gallagher, quien también la canta, y que ha dicho en varias entrevistas que es una de sus canciones favoritas que ha compuesto durante toda su carrera.
La canción se basa en una melodía acústica con unos trabajados teclados; y la letra, como en "Rock 'n' Roll Star", habla sobre el deseo y las ansias de evadirse y dejar una vida estancada en una ciudad aburrida.
Grabada en "The Congress House Studio", en Austin, Texas, en octubre de 1994, "Half the World Away", fue inicialmente publicada como Cara-B en el single Whatever, el 18 de diciembre de 1994, alcanzando el número #3 de las listas británicas.